# Breteuil (Eure)
Breteuil je francouzská obec v departementu Eure v regionu Normandie. V roce 2010 zde žilo 3 347 obyvatel. Je centrem kantonu Breteuil.

## Vývoj počtu obyvatel
Počet obyvatel 